# گراژینا دیلونگ
گراژینا دیلونگ (لهستانی: Grażyna Dyląg؛ زادهٔ ۱۷ ژانویه ۱۹۵۴) بازیگر و کارگردان نمایش اهل لهستان است. او از سال ۱۹۹۵ استاد دانشگاه موسیقی و هنرهای نمایشی وین است..
از فیلم‌ها یا مجموعه‌های تلویزیونی که وی در آن‌ها نقش داشته است، می‌توان به صفر-هفت، به‌گوشم، بر گوی نقره‌ای و تب اشاره نمود.